# 古塘桥村
古塘桥村是湘潭县河口镇的一个行政村，涓水的途经地，紧挨芦花村、双板桥村。古塘桥位于亚热带季风气候，气候温和；物产丰饶，有古塘桥米厂。古塘桥中学就在此。公路有X018和Y038。